# Osnovna šola Šmarjeta
Osnovna šola Šmarjeta je izobraževalna ustanova v naselju  Šmarjeta v občini Šmarješke Toplice. Obsega osnovno šolo, ki izvaja program devetletke, in pa vrtec.
Šolo v šolskem letu 2025/2026 obiskuje 360 učencev, v vrtcu Sonček pa je še dodatnih 135 otrok. Pedagoško delo izvaja približno 40 učiteljev in 40 vzgojiteljic in njihovih pomočnic.

## Zgodovina šole od leta 1856 do 1927
Leta 1856 je bila v Šmarjeti ustanovljena enorazredna ljudska šola. Šola ni imela lastnega poslopja, zato se je poučevalo v hiši Florijana Darovica.
Prvo šolsko poslopje je bilo kupljeno in predelano leta 1867. Zaradi prostorske stiske je bila večkrat razširjena, pouk so imeli tudi v drugih hišah. Leta 1913 so se zaradi slabih higienskih razmer odločili za zidavo nove šole, vendar do tega zaradi vojne ni prišlo. V letu 1927 so zaradi stiske učence iz Zaloga prešolali v šolo v Škocjanu.

## Po končani prvi svetovni vojni
Tudi po končani vojni se razmere niso izboljšale. Odprli so dodatne oddelke in podružnične šole. Nekateri učenci so bili prešolani v druge šole. Za gradnjo nove šole so ponovno odločili 1939 leta, ko so šolo zaradi slabih razmer skoraj zaprli. Načrte je ponovno prekrižala vojna.

## Druga svetovna vojna
Leta 1941 so bili nekaj časa v šoli italijanski vojaki. Med vojno je pouk bil večkrat prekinjen. Na šoli je poučeval italijanski učitelj, vendar je bil šolski obisk zelo slab.

## Po osvoboditvi do leta 1970
Po osvoboditvi je bila uvedena sedemletna šolska obveznost, kar je še dodatno povečalo prostorsko stisko in poslabšalo pogoje v šoli. Leta 1946 je bila šola precej poškodovana v požaru, ki je uničil več gospodarskih poslopij in eno stanovanjsko hišo.
Nova šola, za katero so se prizadevali številni učitelji, ravnatelji in krajani, je bila zgrajena in odprta leta 1970.

## Današnja podoba šole
Današnjo podobo je šola dobila leta 2024, ko je pridobila tri specializirane učilnice, garderobo z atrijem, dodatno jedilnico, pisarniške ter kletne prostore. V šoli je 21 sodobno opremljenih učilnic, telovadnica, knjižnica s čitalnico, šolska kuhinja in večnamenski prostor, ki se uporablja kot šolska jedilnica, primeren pa je tudi za različne prireditve. Pri šoli je odprt vrtec »Sonček«, z enajstimi igralnicami in drugimi prostori, igralnimi terasami in otroškim igriščem.